# Лягер
Лягер (перс. لهر) — село в Ірані, у дегестані Ларіджан-е Софла, у бахші Ларіджан, шагрестані Амоль остану Мазендеран. За даними перепису 2006 року, його населення становило 37 осіб, що проживали у складі 12 сімей.

## Клімат
Середня річна температура становить 8,26 °C, середня максимальна – 22,88 °C, а середня мінімальна – -6,77 °C. Середня річна кількість опадів – 235 мм.
| Клімат поселення                              | Клімат поселення | Клімат поселення | Клімат поселення | Клімат поселення | Клімат поселення | Клімат поселення | Клімат поселення | Клімат поселення | Клімат поселення | Клімат поселення | Клімат поселення | Клімат поселення | Клімат поселення |
| Показник                                      | Січ.             | Лют.             | Бер.             | Квіт.            | Трав.            | Черв.            | Лип.             | Серп.            | Вер.             | Жовт.            | Лист.            | Груд.            |                  |
| Середній максимум, °C                         | 1,75             | 2,25             | 4,83             | 11,26            | 16,01            | 20,27            | 22,88            | 22,80            | 19,62            | 14,43            | 8,70             | 3,86             |                  |
| Середня температура, °C                       | −2,52            | −2               | 0,58             | 6,99             | 11,75            | 16,01            | 18,87            | 18,82            | 15,64            | 10,44            | 4,70             | −0,13            |                  |
| Середній мінімум, °C                          | −6,77            | −6,27            | −3,68            | 2,74             | 7,49             | 11,75            | 14,88            | 14,82            | 11,64            | 6,43             | 0,71             | −4,13            |                  |
| Норма опадів, мм                              | 24               | 27               | 43               | 33               | 30               | 9                | 7                | 4                | 4                | 16               | 17               | 21               |                  |
| Середньомісячна швидкість вітру, м/с          | 1.43             | 2.22             | 2.52             | 2.69             | 1.98             | 1.85             | 1.68             | 1.54             | 1.59             | 1.73             | 1.96             | 1.61             |                  |
| Середньомісячна сонячна радіація, кДж/м²·день | 9166             | 11747            | 14226            | 17628            | 21058            | 24588            | 24268            | 22364            | 19257            | 14301            | 10636            | 8670             |                  |
| --------------------------------------------- | ---------------- | ---------------- | ---------------- | ---------------- | ---------------- | ---------------- | ---------------- | ---------------- | ---------------- | ---------------- | ---------------- | ---------------- | ---------------- |
| Джерело:                                      |                  |                  |                  |                  |                  |                  |                  |                  |                  |                  |                  |                  |                  |